# Ninoe bruuni
Ninoe bruuni är en ringmaskart som beskrevs av José María Alfono Félix Gallardo 1968. Ninoe bruuni ingår i släktet Ninoe och familjen Lumbrineridae. Inga underarter finns listade i Catalogue of Life.